# سادلر روجرز
سادلر روجرز (بالإنجليزية: Sadler Rogers)‏ هو مهندس ومهندس مدني أمريكي، ولد في 22 سبتمبر 1831، وتوفي في 1913.